# Garnisonskirche (Anklam)

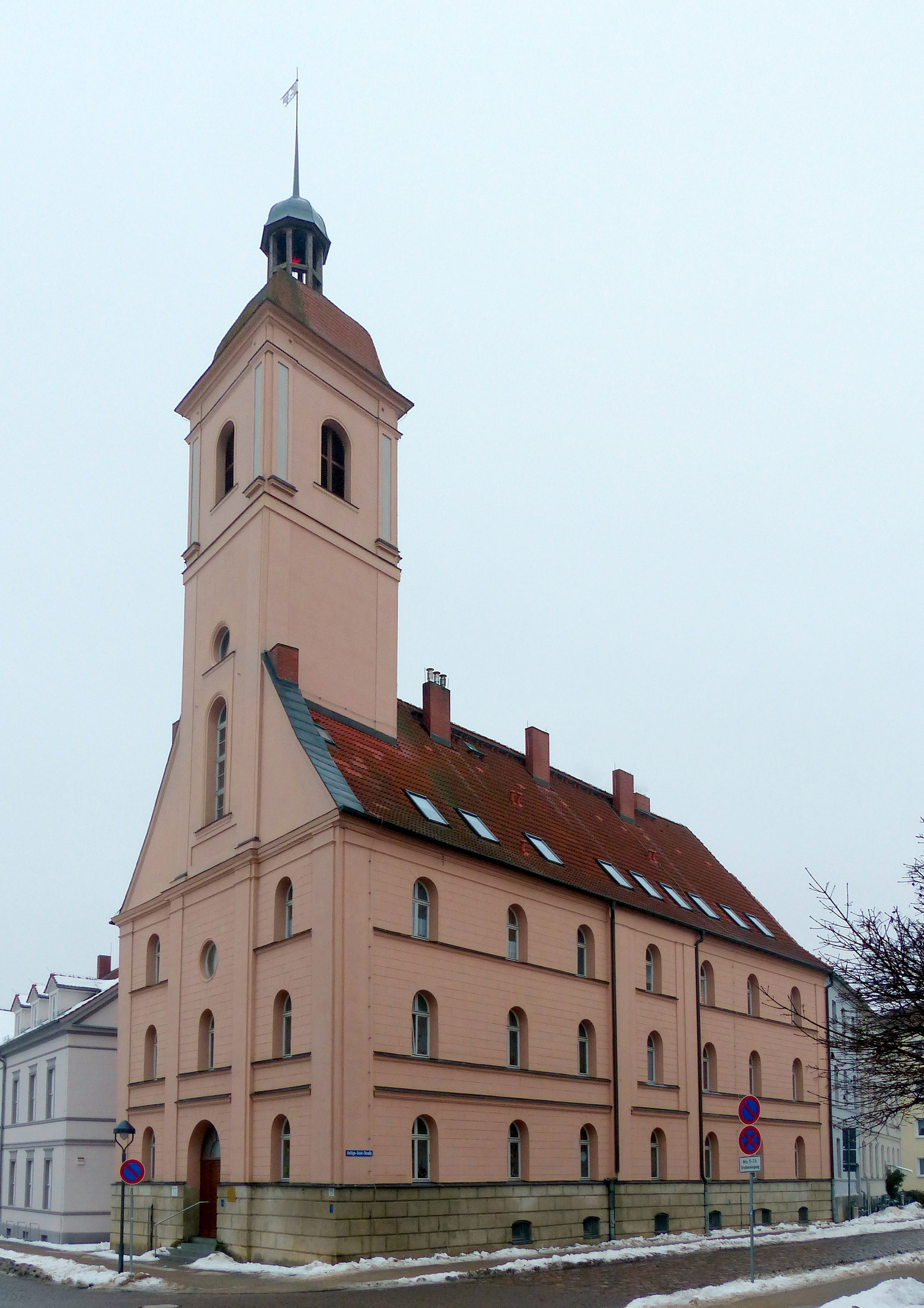
Garnisonskirche, im Hintergrund das Heilig-Geist-Stift

Die Garnisonskirche bzw. Heilig-Geist-Kirche ist neben den beiden großen Stadtkirchen der dritte und kleinste Kirchenbau im Anklamer Stadtkern in Vorpommern.
Bereits 1272 wird die Heilig-Geist-Kirche erstmals erwähnt. Im Stil der Zeit war sie ein Gebäude der Backsteingotik, brannte jedoch 1376 nieder. Nach der Wiedererrichtung wurde der Backsteinbau 1659 abermals durch einen Brand zerstört. Für die preußische Garnison wurde die Kirche 1738 im barocken Stil neu erbaut und diente fortan als Garnisonkirche. Während der französischen Besatzung von 1806 bis 1808 wurde sie als Feldbäckerei genutzt.
Ab 1854 diente das Gebäude keinen kirchlichen Zwecken mehr und wurde für Wohnungszwecke umgebaut. Im Zweiten Weltkrieg wurde die Garnisonkirche stark zerstört und nach dem Krieg bis 1955 mit einem leicht veränderten Turmhelm wieder aufgebaut und als Wohnhaus für Senioren hergerichtet. Nach der Wende wurde die Garnisonkirche restauriert.
Sie liegt zusammen mit dem Heilig-Geist-Stift (heute Stadtverwaltung/Rathaus II) nahe der Peene im Stadtzentrum. Im Innenhof der beiden Bauten befand sich ein Friedhof für Insassen, die kein Geld für ein Begräbnis hatten.